# Pegomya sitiens
Pegomya sitiens är en tvåvingeart som beskrevs av Huckett 1939. Pegomya sitiens ingår i släktet Pegomya och familjen blomsterflugor. Inga underarter finns listade i Catalogue of Life.